# Alleen met jou
Alleen met jou is een Nederlandstalige single van de Belgische band Clouseau uit 1988. Het nummer was hun eerste hit in Vlaanderen. In de reguliere Ultratop bereikte het in juli 1988 de 25ste plaats, terwijl het in de Vlaamse Top 10 binnenkwam op nummer 1 en daar in totaal zeven weken bovenaan stond.
De B-kant van de single was het liedje Bekennen.
Het nummer verscheen ook op het album Hoezo? uit 1989.

## Meewerkende artiesten
- Muzikanten:
  - Bob Savenberg (drums)
  - Tjenne Berghmans (gitaar)
  - Karel Theys (basgitaar)
  - Koen Wauters (zang)
  - Kris Wauters (keyboards)